# Charlie Straight
Charlie Straight est un groupe de rock originaire de Třinec en République tchèque. Ils reçoivent trois prix Anděl (en) en 2010 et sont récompensés aux MTV Europe Music Awards.

## Biographie
Charlie Straight est fondé en 2006 à Třinec, une ville de Moravie-Silésie, par le chanteur Albert Černý, le bassiste Jan Cienciala, le batteur Pavel Pilch et le claviériste Michal Šupák.
She's a Good Swimmer, leur premier album, paraît en 2009. En avril 2010, Charlie Straight est distingué à trois reprises lors de la remise des prix Anděl (en), les récompenses les plus importantes dans le domaine de la variété en République tchèque. Le groupe reçoit un prix dans la catégorie « découverte de l'année », son disque est nommé « album de l'année », et la vidéo de leur chanson Platonnic Johny « clip de l'année ». Ils décrochent le prix du « meilleur groupe tchèque et slovaque » lors des MTV Europe Music Awards en 2010 et 2011,. Leur second album, Someone With a Slow Heartbeat, paraît en 2012,.

## Style musical
Les membres de Charlie Straight apprécient la musique populaire anglo-saxonne et leurs textes sont chantés en anglais,. Tous leurs titres sont signés par le chanteur Albert Černý. 

## Discographie

### Albums
- 2009 : She's a Good Swimmer
- 2012 : Someone With a Slow Heartbeat